# 岡藩
岡藩（日语：／ Oka han */?）是位於日本豐後國大野郡、直入郡、大分郡的一個藩，又稱為竹田藩。是豐後石領土收入最高的藩，為7萬石。

## 歷史
1594年，豐臣秀吉將中川秀成移封到這裡。關原之戰支持德川軍，因而得以保留領地，直到廢藩置縣為止。

## 歷代藩主
中川家 外樣　7萬石　
1. 秀成（1594年-1612年）
2. 久盛（1612年-1651年）
3. 久清（1651年-1666年）
4. 久恒（1666年-1695年）
5. 久通（1695年-1710年）
6. 久忠（1710年-1742年）
7. 久慶（1742年-1743年）
8. 久貞（1743年-1790年）
9. 久持（1790年-1798年）
10. 久貴（1798年-1815年）
11. 久教（1815年-1840年）
12. 久昭（1840年-1869年）
13. 久成（1869年-1871年）